# Fyteía
Fyteía är en ort i Grekland.   Den ligger i prefekturen Nomós Imathías och regionen Mellersta Makedonien, i den norra delen av landet, 300 km norr om huvudstaden Aten. Fyteía ligger 472 meter över havet och antalet invånare är 585.
Terrängen runt Fyteía är kuperad österut, men västerut är den bergig. Runt Fyteía är det ganska glesbefolkat, med 48 invånare per kvadratkilometer. Närmaste större samhälle är Véroia, 8,9 km sydost om Fyteía. I omgivningarna runt Fyteía växer i huvudsak blandskog.